# Katanayakanahalli, Hiriyur
Katanayakanahalli là một làng thuộc tehsil Hiriyur, huyện Chitradurga, bang Karnataka, Ấn Độ.